# SŽD-Baureihe ЭР1
Die ЭР1 (ER1) sind elektrische Triebzüge für den Vorortverkehr, die in der Rigaer Waggonfabrik (RVR) in der Lettischen SSR gebaut wurden.

## Geschichte

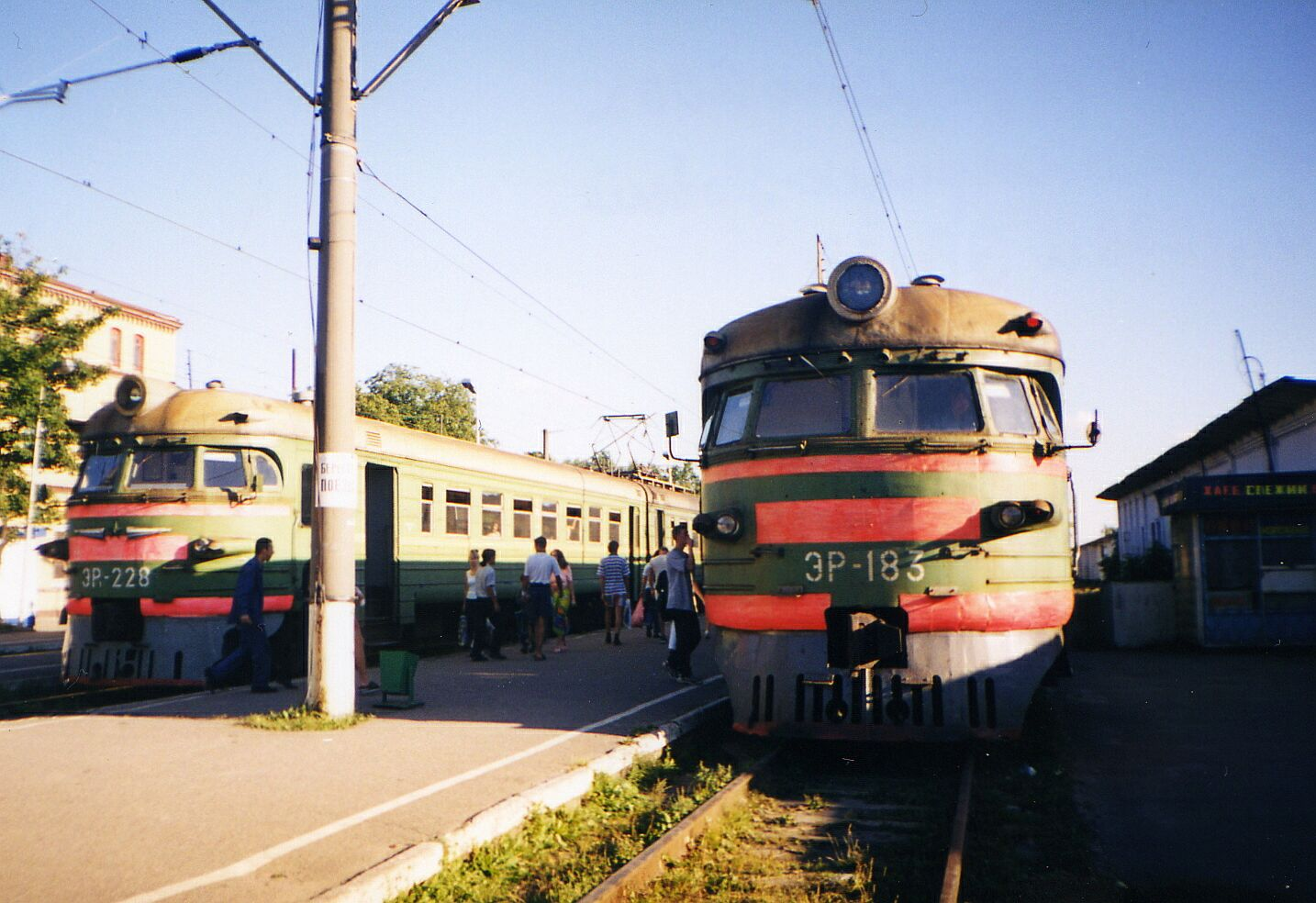
ER1-228 und ER-183

Die Triebzüge entstanden 1957 als Weiterentwicklung von zwei in den Jahren 1954 und 1955 gebauten dreiteiligen Treibzügen der Baureihe СН. 1957 kamen fünf Versuchseinheiten der neuen Reihe ЭР1 heraus, die man eingehenden Erprobungen unterzog. Im zweiten Halbjahr 1958 lief dann die Serienfertigung an. Wie viele Fahrzeuge gebaut wurden, ist aus der Literatur nicht zu entnehmen.
Die Triebwagen hatten eine höhere Motorleistung, und deshalb war es mit ihnen möglich, eine Beschleunigung von 0,65 m/s² (bis 60 km/h) zu erreichen. Bei einer Höchstgeschwindigkeit von 130 km/h konnte bei einem Haltestellenaufenthalt von 30 s erreicht werden;
- bei einem Haltestellenabstand von 2,5 km eine Reisegeschwindigkeit von 54 km/h und
- bei einem Haltestellenabstand von 5 km eine Reisegeschwindigkeit von 71 km/h.

Die Fahrzeuge waren die Grundlage für mehrere elektrische Triebwagen speziell für den elektrifizierten Vorortverkehr. Ab 1962 folgte die Baureihe ЭР2, die für hohe und niedrige Bahnsteige geeignet ist. Auch Fahrzeuge für den Wechselstrombereich wurden aus ihr abgeleitet.
Aus der Literatur sind keine Stationierungsdaten und Verbleib zu entnehmen. Die Nachfolgebaureihe ЭР2 ist 2012 noch im elektrischen Vorortverkehr in Lettland anzutreffen.

## Technische Beschreibungen
Der Triebzug wurde als zehnteilige Einheit aufgebaut, und zwar in der Zusammensetzung ES + ET + EM + ET + EM + ET + EM + ET + ET + ES. Die nichtbezeichneten technischen Daten beziehen sich ebenfalls auf den Zehnteiler. Der Triebzug konnte auch als 4-, 6- oder 8-teilige Einheit gebildet werden, wobei jeweils die Hälfte der Wagen Triebwagen sein sollten, um die Fahreigenschaften nicht zu mindern. Die Triebwagen (ET) waren führerstandslos (auch nicht mit Notführerstand) und konnten daher nur in Verbindung mit Steuerwagen (ES) verkehren.
Vom Grundkonzept her haben die vierachsigen Wagen den gleichen Aufbau. Die Triebwagen und die Mittelwagen sind mit Ausnahme einiger Rahmenteile vollkommen gleich. Der Wagenkasten ist eine geschweißte Metallkonstruktion aus Profilen und Blechen und als selbsttragende Konstruktion ausgeführt. Charakteristisch für den Aufbau ist die Verwendung von gesickten Blechen, was zusätzlich die Steifigkeit der Konstruktion erhöhte. Die innere Verschalung bestand aus einem Holzgerippe und einer Furnierverschalung mit aufgeklebtem Besatzmaterial.
Der Wagenkasten ist als Großraumabteil mit Mittelgang ausgebildet worden. Jeder Wagen hatte 9,5 Abteile mit einer Sitzplatzanordnung von 3+3 bei einer Mittelgangbreite von 616 mm. Die Steuerwagen besaßen lediglich 7,5 Abteile. Von den Einstiegsbereichen war ein schneller Fahrgastwechsel durch die 1.180 mm breiten Türen möglich. Diese wurden von dem Führerstand elektropneumatisch gesteuert. Alle Wagen des Zuges waren mit einer Druckbelüftung ausgerüstet.
Die elektrische Ausrüstung entsprach klassischer Gleichstromtechnik. Alle Hochspannungsgeräte und Hilfsbetriebe waren unterflur, in gesonderten Schränken des Einstiegsbereiches oder in gesonderten Abteilen angeordnet. Jeder Triebwagen besaß einen Stromabnehmer, der pneumatisch gesteuert werden konnte. Die Fahrmotoren waren selbstkühlende vierpolige Reihenschlussmotoren, wobei die beiden Motoren eines Drehgestells stets in Reihe geschaltet waren. Es waren 18 Fahrstufen zur Steuerung vorhanden, die mit einem Nockenschaltwerk gesteuert wurden. Die Steuerung des gesamten Triebzuges geschah als elektropneumatische Vielfachsteuerung.